# سیسمونی گیت
سیسمونی گیت هشتگ توییتری در پی سفر خانواده محمدباقر قالیباف، رئیس مجلس شورای اسلامی، به ترکیه بود. انتشار تصاویری از خانوادهٔ قالیباف در فرودگاه بین‌المللی امام خمینی که از بازرسی چمدان‌های آنها به هنگام بازگشت از ترکیه حکایت داشت منجر به موجی از واکنش‌ها در شبکه‌های اجتماعی شد. خط اصلی واکنش منتقدان قالیباف موضوع ریا و دورویی و تشرع دروغین است که موجب شد این کاربران از این رویداد به عنوان یک رسوایی با هشتگ سیسمونی‌گیت توییت کنند. پس از آن وحید اشتری، افشاگر این رویداد به دو سال زندان و ممنوعیت از هرگونه فعالیت در اینترنت و شبکه‌های اجتماعی محکوم شد.
در ابتدا الیاس، پسر قالیباف، در اینستاگرام این سفر را محکوم و عذرخواهی کرد. سپس محمدباقر قالیباف، پس از سکوت دو هفته‌ای، به این ماجرا واکنش نشان داد و در جلسه‌ای غیرعلنی مجلس، این اقدام را پروژه تخریب سیاسی خود و تخریب مجلس انقلابی خواند.

## ماجرا
| وحید اشتری  | توییتر |
| @va_ashtari |        |

             ۳. از بعدازظهر تا حالا برای مطمئن شدن با بچه‌های فرودگاه امام و هواپیمایی معراج ارتباط گرفتم و اطلاعات پرواز را درآوردم. اسم این سه نفر در لیست پرواز شماره ۴۸۰۴ ساعت ۱۳:۴۵ دقیقه امروز معراج. از فرودگاه استانبول به فرودگاه امام است. زهرا مشیر، مریم قالیباف و امیررضا بحیرایی (داماد)
         

        ۱۹ آوریل ۲۰۲۲

فروردین ۱۴۰۱ تصاویری از چند عضو خانواده قالیباف هنگام ورود به فرودگاه تهران با پروازی از استانبول همراه با حجم زیادی از بار منتشر شد. وحید اشتری از کاربران جناح اصولگرای موسوم به جنبش عدالت‌خواه دانشجویی که برای نخستین‌بار سفر خانواده قالیباف به ترکیه را افشا کرد با راستی‌آزمایی در تماس با مسئولان هواپیمایی معراج اطمینان حاصل کرد که زهرا مشیر، همسر، امیررضا بحیرایی، داماد، و مریم، دختر محمدباقر قالیباف ۳۰ فروردین ۱۴۰۱ با پرواز شماره ۴۸۰۴ هواپیمایی معراج از استانبول با حجم زیادی از بار، شامل سیسمونی و کالسکه نوه قالیباف که از استانبول خریداری شده وارد تهران شده‌اند.

## واکنش‌ها
ویدیوی کوتاهی از سخنان محمدباقر قالیباف در مناظره‌های انتخابات ریاست جمهوری در سال ۱۳۹۶ دوباره دست به دست می‌شود که او در مورد دختر فخرالدین احمدی دانش‌آشتیانی، وزیر آموزش و پرورش دولت حسن روحانی می‌گوید: «وزیر آموزش‌وپرورش ما می‌رود لباس بچه از ایتالیا می‌آورد، مردم شما فکر می‌کنید اقتصاد ما درست می‌شود، هرگز!» قالیباف در همان زمان خود را نماینده ۹۶ درصد از شهروندان ایرانی معرفی کرده بود که ۴ درصد سرمایه‌سالاران و رانت‌خواران جامعه مقابل آن ایستاده‌اند. در واکنش عباس عبدی، روزنامه‌نگار اصلاح‌طلب، توئیت کرد: «این خبر آن قدر مهم و ویرانگر است که وی باید از همه مناصب خود استعفا دهد. حیف که اطمینان دارم نفر جایگزین او، نامناسب‌تر خواهد بود. پس پیشنهاد استعفا نمی‌دهم.»
روزنامه آفتاب که عنوان اصلی شماره پنج‌شنبه یکم اردیبهشت خود را به این موضوع اختصاص داده بود نوشت: «در تاریخ خواهند نوشت وقتی مردم ایران به زور شکمشان را سیر می‌کردند، همسر و فرزند رئیس مجلس همین کشور برای خرید سیسمونی به ترکیه رفتند». با افزایش واکنش‌ها به این موضوع، خبرگزاری فارس و روزنامه جوان وابسته به سپاه پاسداران با تشکیک در اصل موضوع و هدفمند دانستن انتقادات به قالیباف، به دفاع از او برخاستند. محسن مهدیان، مدیرعامل وقت روزنامه همشهری، وابسته به شهرداری تهران، در دفاع از قالیباف تلاش کرد ماجرای سفر به ترکیه و سیسمونی‌گیت را به زندگی شخصی و حریم خصوصی خانواده قالیباف تقلیل دهد.
روزنامه کیهان که زیر نظر رهبر جمهوری اسلامی ایران اداره می‌شود در شماره ۴ اردیبهشت، سفر خانواده قالیباف به ترکیه را مذموم و قابل نکوهش دانسته و نوشت باید میان آنچه رخ داده و حجم و نوع واکنش‌ها تناسبی برقرار باشد که در این ماجرا چنین نیست و حکایت از مسائلی دیگر دارد.

## پیامدها
غلامعلی جعفرزاده ایمن‌آبادی نماینده پیشین مجلس، مدعی شد خانواده قالیباف علاوه بر خرید سیسمونی نوزاد، دو واحد آپارتمان به ارزش ۴۰ میلیارد تومان نیز در یکی از برج‌های استانبول خریداری کرده‌اند. همزمان این ادعا نیز مطرح شد که خانواده قالیباف طی چهار روز اقامت خود در شهر استانبول، مهمان حسین عبویی مهریزی، رئیس سابق هیئت‌مدیره هلدینگ تاپیکو در مجتمع اسکای‌لند بودند و دو واحد آپارتمان یادشده نیز در همان مجتمع قرار دارند. خبرگزاری مجلس شورای اسلامی این ادعاها را کذب خواند و نوشت قالیباف درصدد شکایت قضایی از افشاکنندگان این خبر از جمله جعفرزاده ایمن‌آبادی است.
دانشجویانی که ۶ اردیبهشت ۱۴۰۱ با سید علی خامنه‌ای دیدار کردند، در واکنش به سیسمونی گیت از او خواستند عنوان انقلابی‌گری را از مجلس یازدهم پس بگیرد. احمد توکلی، عضو مجمع تشخیص مصلحت نظام با انتشار نامه‌ای خطاب به قالیباف خواهان شفاف‌سازی در مورد سفر خانواده‌اش به ترکیه شد.
مجلس شورای اسلامی در نشستی غیرعلنی به این موضوع پرداخت و ۲۳۳ نماینده مجلس با انتشار بیانیه‌ای از وزیر اطلاعات و رئیس سازمان اطلاعات سپاه پاسداران انقلاب اسلامی خواستند این موضوع را بررسی کنند. محمدباقر قالیباف در این جلسه انتشار خبرهای مربوط به سفر خانواده‌اش به ترکیه را یک پروژه سیاسی خواند و از اقدامات نهادهای امنیتی در این باره خبر داد.
در یک فایل صوتی درز کرده به بی‌بی‌سی فارسی و ایران اینترنشنال، مهدی طائب، رئیس قرارگاه عمار و برادر حسین طائب رئیس سازمان اطلاعات سپاه، در سخنانی از محمدباقر قالیباف دفاع کرده و میثم نیلی، برادر داماد سید ابراهیم رئیسی، را به عنوان پشت پرده رسوایی سفر خانواده قالیباف به ترکیه معرفی کرد. هرچند پس از آنکه وکیل میثم نیلی از ثبت شکایت موکل خود علیه مهدی طائب خبر داد، طائب از نیلی عذرخواهی و فایل صوتی را تقطیع شده خواند.
وحید اشتری که برای نخستین بار سفر اعضای خانواده قالیباف به ترکیه را افشا کرد، به دو سال حبس تعزیری و ممنوعیت از فعالیت‌های رسانه‌ای محکوم شد.